# Leucobryum boninense
Leucobryum boninense là một loài Rêu trong họ Dicranaceae. Loài này được Sull. & Lesq. mô tả khoa học đầu tiên năm 1859.